# هزارباغ
هزارباغ (به انگلیسی: Hazaribagh) یک منطقهٔ مسکونی در هند است که در هزارباغ واقع شده‌است.

## خصوصیات
هزارباغ ۱۸۶٬۱۳۹ نفر جمعیت دارد و ۶۱۰ متر بالاتر از سطح دریا واقع شده‌است.